# Vaejovis gracilis
Espèce
Vaejovis gracilis est une espèce de scorpions de la famille des Vaejovidae.

## Distribution
Cette espèce est endémique du Veracruz au Mexique. Elle se rencontre à Atoyac dans les grottes Cueva de Atoyac et Sótano de las Golondrinas.

## Habitat
Ce scorpion est troglobie.

## Description
L'holotype juvénile mesure 16,1 mm.
Le mâle décrit par Sissom en 1986 mesure 45,2 mm.

## Publication originale
- Gertsch & Soleglad, 1972 : « Studies of North American scorpions of the genera Uroctonus and Vejovis. » Bulletin of the American Museum of Natural History, no 148, p. 549–608 (texte intégral).